# Kråksmåla distrikt
Kråksmåla distrikt är ett distrikt i Nybro kommun och Kalmar län. 
Distriktet ligger norr om Nybro. 

## Tidigare administrativ tillhörighet
Distriktet inrättades 2016 och utgörs av en del av området som Nybro stad omfattade till 1971, delen som före 1969 utgjorde Kråksmåla socken.
Området motsvarar den omfattning Kråksmåla församling hade 1999/2000.